# Xã Cornwall, Quận Henry, Illinois
Xã Cornwall (tiếng Anh: Cornwall Township) là một xã thuộc quận Henry, tiểu bang Illinois, Hoa Kỳ. Năm 2010, dân số của xã này là 278 người.